# 全国阵线党
全国阵线党（阿拉伯语：‎）是一个利比亚自由主义、世俗主义和进步主义政党，成立于2012年5月。该党的前身为1981年成立的反抗卡扎菲统治的抵抗组织——拯救利比亚全国阵线(National Front for the Salvation of Libya，NFSL)。该党主要活跃于利比亚东部地区。领导人为来自于东部地区的知识分子穆罕默德·马贾里亚夫。

## 政治理念
该党追求自由主义和进步主义。支持妇女权利、自由选举、民主变革以及利比亚的重建工作。
该党支持一定程度的地方自治，但反对实行联邦制。

## 议会选举
在2012年利比亚国民议会选举中，该党赢得3.8%的政党得票率，获得3个政党席位。